# Mặt trận không khoan nhượng
Mặt trận không khoan nhượng (tiếng Đức: Front ohne Gnade, tiếng Nga: Фронт без пощады) là bộ phim truyền hình của Cộng hòa dân chủ Đức sản xuất năm 1984. Bộ phim đã được chiếu trên truyền hình nhiều lần tại Việt Nam, trước dịch là "Cuộc chiến đấu một mất một còn". Đạo diễn Rudi Kurz và diễn viên thủ vai chính Jürgen Zartmann cũng là đạo diễn và diễn viên thủ vai chính phim "Hồ sơ thần chết".

## Diễn viên
- Jürgen Zartmann... Hermann Anders (13 tập, 1984)
- Günter Naumann... Albert (13 tập, 1984)
- Alfred Struwe... Trung tá Maas (12 tập, 1984)
- Hans Teuscher... Cyrus Rosenfeld (11 tập, 1984)
- Klaus-Peter Thiele... Trung úy Menge (11 tập, 1984)
- Renate Blume... Lydia Messmer (10 tập, 1984)
- Petra Blossey... Anni (10 tập, 1984)
- Ulrich Voß... Gustav (9 tập, 1984)
- Jörg Kleinau... Heinrich Bartels (8 tập, 1984)
- Dorit Gäbler... Vợ Maas (8 tập, 1984)
- Bruno Carstens... Martin (8 tập, 1984)
- Wladimir Smirnov... Fjodor (8 tập, 1984)
- Gojko Mitic... Pablo Calvo (7 tập, 1984)